# Лось-Гора
Лось-Гора́ (рос. Лось-Гора) — село у складі Чаїнського району Томської області, Росія. Входить до складу Усть-Бакчарського сільського поселення.

## Населення
Населення — 138 осіб (2010; 152 у 2002).
Національний склад (станом на 2002 рік):
- росіяни — 94 %